# Paolo Rondelli

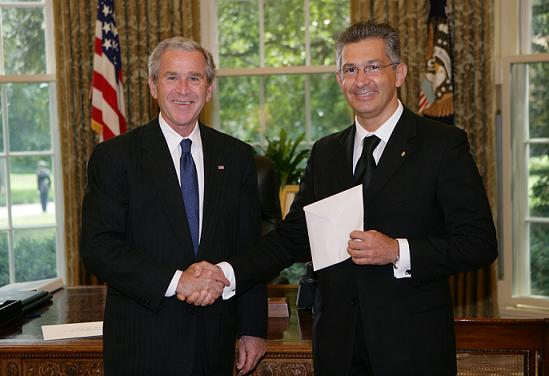
George W. Bush mit Paolo Rondelli (2007)

Paolo Rondelli (* 17. Juni 1963 in San Marino) ist ein san-marinesischer Diplomat und Politiker.

## Werdegang
Rondelli studierte an der Universität Bologna Chemieingenieurwesen und schloss das Studium 1990 mit einer Arbeit zum Thema „Risiken im Zusammenhang mit dem Transport toxischer Substanzen“ ab. 1994 und 1995 studierte er ebenfalls an der Universität von Bologna Umweltwissenschaften und -technologie. Im Mai 2010 erwarb er im Rahmen eines Programms der Universitäten Urbino und Tor Vergata in Rom einen „Master in Journalism“. Im selben Jahr schloss er die Fakultät für Geisteswissenschaften der Universität Bologna mit einer Arbeit mit dem Titel „Demokratien im Wandel: Zustand von jungen und alten Menschen, Erbe der Zukunft“ ab.
Als Ingenieur spezialisierte sich Rondelli auf Fragen der Umwelt und der nachhaltigen Entwicklung und arbeitete von März 1989 bis März 1990 als Junior Engineer für die SOL SpA Group in Italien und dann von Mai 1991 bis Juli 1993 als Junior Engineer für die ENI Group. 1993 trat er seinen Dienst in der Verwaltung von San Marino an und war zunächst als Experte für Technologie und Umwelt am Institut für soziale Sicherheit und Gesundheit angestellt, wo er von Juli 1993 bis November 1998 arbeitete. Anschließend wurde er in das Department of Corporate Services berufen, wo er bis Juli 2001 blieb. In diesem Monat wurde er zum Koordinator des Department of Territory ernannt.
Nur einen Monat vor seiner Versetzung im November 1998 wurde Rondelli zum Vorsitzenden des Verwaltungsrates der Azienda Autonoma di Stato di Produzione (Ministerium für öffentliche Arbeiten) ernannt. Dieses Amt hatte er bis November 2003 inne. Im Juli 2001, in der Mitte seiner Amtszeit als Vorsitzender, wurde Rondelli auch zum Abteilungsleiter für Planung, Umwelt und Landwirtschaft der Republik San Marino und zum Stabschef des Ministers für Arbeit ernannt. In dieser Position blieb er bis Oktober 2003. Anschließend wurde er Leiter der Abteilung für Prävention und Schutz, öffentliche Verwaltung sowie Katastrophenschutz.
Von April 2005 bis August 2006 war Paolo Rondelli Abteilungsleiter für auswärtige und politische Angelegenheiten, Wirtschaftsplanung und Justiz der Republik San Marino und Stabschef des Ministers. Als solcher war er auch Vertreter seiner Nation bei der UN-Generalversammlung in New York im September 2005, bei der UNESCO-Generalversammlung in Paris (Frankreich) im Oktober 2005 und dem UNESCO-Welterbekomitee in Vilnius (Litauen) im Juli 2006.
Seit April 2005 war Rondelli Mitglied der Delegation von San Marino beim Kongress der lokalen und regionalen Gebietskörperschaften des Europarates. In dieser Funktion war er Mitglied der Wahlbeobachtungsmissionen in Aserbaidschan (Oktober 2006 und Dezember 2009), Moldawien (Dezember 2006, März 2007 und März 2008), Albanien (Februar 2007), Kosovo (November 2007 und Dezember 2008), Serbien (Januar 2007 und Mai 2008), Armenien (September 2008 und Juni 2009), Israel (November 2008) und Mazedonien (März 2009). Schließlich trat Rondelli 2005 dem Lenkungsausschuss für lokale und regionale Demokratie und dem Expertenausschuss für demokratische Partizipation und öffentliche Ethik auf lokaler und regionaler Ebene des Europarates bei.
Von Oktober 2006 bis Mai 2007 war Rondelli Sonderbeauftragter des Vorsitzenden des Ministerkomitees für Serbien und Montenegro im Europarat und von April 2005 bis Mai 2010 Berichterstatter für das Komitee für nachhaltige Entwicklung.
Von 25. Juli 2007 bis Oktober 2016 war er san-marinesischer Botschafter in den Vereinigten Staaten.
Seit 2019 ist er Mitglied des san-marinesischen Parlaments für die Partei Movimento Civico R.E.T.E.
Neben seiner Muttersprache Italienisch spricht Rondelli fließend Englisch, hat gute Französischkenntnisse und Grundkenntnisse in Spanisch.
Im März 2022 wurde Rondelli zu einem der beiden neuen Capitani Reggenti von San Marino gewählt. Er diente vom 1. April bis zum 1. Oktober 2022 und war das erste Offen-LGBT-Staatsoberhaupt der Welt.